# Земплин

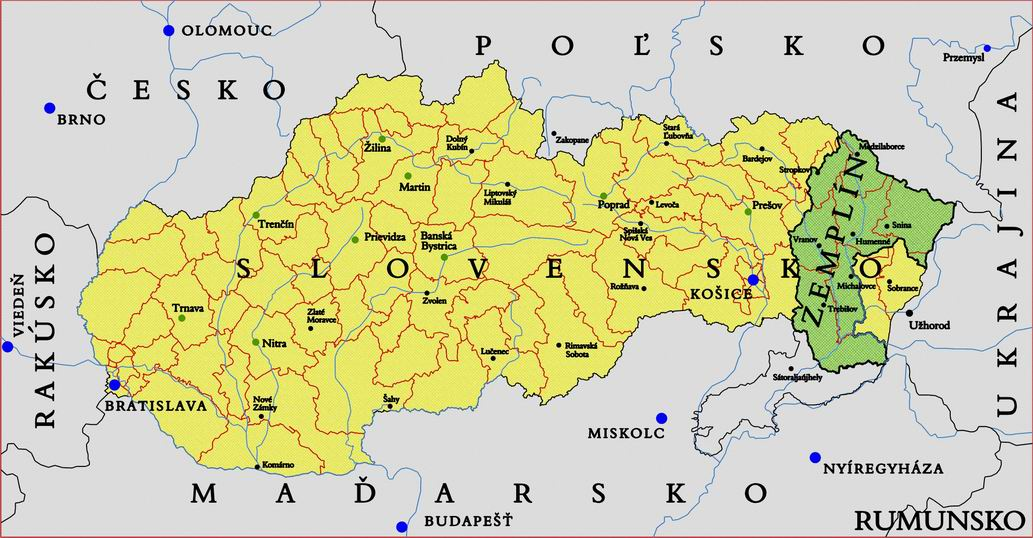
Земплин

Земплин (Zemplín) — историческая область Словакии. Центр — Земплински Град. Располагается на территории современных районов Район Гуменне, Район Вранов-над-Топлёу, Район Требишов, Район Михаловце, Район Медзилаборце, Район Снина. Небольшая часть словацкого Земплина в окрестностях Чопа была в июне 1945 присоединена к Закарпатской области Украины.

## География
Долины рек Бодрог, Горнад, Лаборец, Латорица, Ондава, Тиса, Топля.
Горный массив Земплинске Врхи.

## Центр
Возник в XI веке со столицей в Земплинском граде, позднее Блатны Поток, Сечовце и наконец венгерский Шаторальяуйхей.